# 横谷雄二
横谷 雄二（よこたに ゆうじ、1954年2月19日 - ）は日本の元俳優。本名は同じ。
鳥取県出身。福岡工業大学卒業。ジャックプロダクションに所属していた。
主にNTV系列のアクションドラマに出演。発声の大きさを活かしたゴリ押し系のキャラクターが特徴。
特技は少林寺拳法師範免許。

## 出演

### テレビドラマ
- 姿三四郎 第4話「山嵐」（1978年、NTV / 東宝）
- 俺たちは天使だ!（1979年、NTV / 東宝） - 神保雄三
- 太陽にほえろ!（1979年 - 1986年、NTV / 東宝） - 吉野徹男
- ゆうひが丘の総理大臣 第39話「いったいこの教師はなんだ?」（1979年、NTV / ユニオン映画）- 西山幸男
- あさひが丘の大統領（1979年 - 1980年、NTV / ユニオン映画） - 滑川星紀
- 大江戸捜査網 第456話「娘魚屋五万石の涙」（1980年、12ch）
- 時代劇スペシャル / 新吾十番勝負 第1部（1981年、CX）
- 文吾捕物帳（1981年 - 1982年、ANB）
- ただいま絶好調! 第14話「博多行き夜行列車」（1985年、ANB / 石原プロ）
- 年末時代劇スペシャル（NTV / ユニオン映画）
  - 忠臣蔵 （1985年）
  - 白虎隊 第一部「京都動乱」（1986年）
- 田原坂 （1987年、NTV / ユニオン映画）
- ザ・刑事 第5話「熱き友情!南米から来た謎の男!」（1990年、ANB / 東宝）
- 刑事貴族2（NTV / 東宝）
  - 第22話「俺の拳銃」（1991年）
  - 第30話「長良川大追跡」（1992年）
- 家なき子 第7話「命の値段! 母のための強盗」（1994年、NTV）

### 映画
- オキナワの少年（1983年、パル企画 / 東宝） - 白バイ警官